# Juan Vicente Melo
Juan Vicente Melo (Veracruz; 1 de marzo de 1932 - Ib.; 9 de febrero de 1996) fue un escritor, médico y crítico musical mexicano.
Fue integrante de la llamada "Generación de los años cincuenta" o "Generación del Medio Siglo", junto a Juan García Ponce, Inés Arredondo, José de la Colina, Huberto Batis, Carlos Valdés, Tomás Segovia, Federico Álvarez, Salvador Elizondo, José Emilio Pacheco, Ulises Carrión, Vicente Leñero, Carlos Monsiváis, Sergio Pitol, Eduardo Lizalde y Gabriel Zaid, entre otros.

## Biografía
Estudió  Medicina en la UNAM, y posteriormente se especializó en Dermatología en el Hospital Dermatológico de Saint-Louis en París, Francia. De forma alterna cursó estudios de literatura francesa contemporánea en La Sorbona (París), durante el periodo 1956-58.
Se licenció con honores de Medicina en 1956 con Estudio del balance del sodio y el potasio en la cirrosis hepática y ese mismo año inició su obra literaria publicando el volumen de cuentos La noche alucinada (Ediciones de La Prensa Médica, 1956), -regalo de su padre y con prólogo de León Felipe-, al que siguió en el mismo género Los muros enemigos (Universidad Veracruzana, 1962; UV, 2009), ambos bien recibidos por la crítica. Posteriormente edita Fin de semana (UV, 1964) y la autobiografía, Juan Vicente Melo, (Empresas Editoriales/Nuevos Escritores Mexicanos del siglo XX presentados por sí mismos, 1966), que él mismo califica como "precoz". Emmanuel Carballo es más preciso sobre esas páginas: "Como escritor, vive recluido entre hombres con apariencia de fantasmas, entre relaciones sociales que por caedizas casi parecen clandestinas [...] Como buen romántico -romántico, de nuestros días-, disfraza de sensaciones sus emociones, de problemas sus angustias, de frialdades sus combustiones. En otras palabras, subordina la vida a la literatura. O mejor, se libera de la vida con la literatura. O quizá todavía mejor, confunde deliberadamente vida y literatura".
Fue Secretario de Redacción de Revista de la Universidad de México a partir de 1960. A partir de 1963 fue Jefe de Sección de Conferencias de la UNAM. Dirigió la Casa del Lago de la UNAM, centro cultural donde confluían las actividades de la Generación del Medio Siglo; duró en el cargo de 1962 a 1967. En 1969 dirige, para el Instituto Francés para América Latina (IFAL), ciclos de conferencias literarias sobre diversos temas, entre ellos El Sueño en la Literatura, el Arte, la Ciencia y la Filosofía. A su regreso a Veracruz Puerto, coordina por breve tiempo las actividades culturales del Museo de la Ciudad, "un museo en la provincia que anhelaba convertirse en 'museo vivo'". De ahí, cambia su residencia a Xalapa, donde dirige la prestigiosa revista La Palabra y el Hombre de la UV, de 1977 a 1979.
Fue un asiduo colaborador de las más importantes revistas y suplementos de cultura de la década de los sesenta: Revista de la Universidad de México, Revista Mexicana de Literatura, México en la Cultura, La Cultura en México, el suplemento La Semana Cultural de El Dictamen (1960), Revista de Bellas Artes y La Palabra y el Hombre.
Batalló contra el alcohol y la depresión, luego de su injusto despido de la UNAM. Producto de esta crisis es su primera novela La obediencia nocturna (Era, 1969), considerada una obra maestra de la literatura mexicana, según atestiguan críticos como Luis Arturo Ramos, Christopher Domínguez Michael, José de la Colina, José Homero, entre otros.
El agua cae en otra fuente (UV/CILL, 1985) reúne sus libros publicados, incluyendo la "Autobiografía", suma relatos publicados en revistas y periódicos y agrega varios inéditos. Sus cuentos reunidos fueron publicados como Cuentos completos (CONACULTA,/Gobierno del Estado de Veracruz/Fondo Estatal para la Cultura y las Artes/IVEC, 1997), a cargo del investigador del cuento mexicano Alfredo Pavón.
Su crítica musical está compilada en Notas sin música (FCE, 1990), gracias a Alberto Paredes. Antes, Imprenta Madero le publica a Melo De música y músicos (Imprenta Madero, 1967), una especie de ensayo en torno a la música, la literatura y el arte. El opúsculo fue un obsequio de Navidad para los clientes asiduos de la librería, fuera del mercado.
Su segunda novela, La rueca de Onfalia (UV, 1996), apareció de forma póstuma en la Universidad Veracruzana con prólogo de Guillermo Villar González y editada por el poeta Jorge Brash y la escritora y editora colombiana Ana María Jaramillo, con la colaboración del escritor Luis Arturo Ramos.
Fue becario del Fondo para la Cultura y las Artes (1990-1991). Recibió varios homenajes en vida: en 1984 el I Encuentro de Novela Mexicana del siglo XX, celebrado del 29 al 31 de marzo en Xalapa, Veracruz, dedicó el encuentro a Juan Vicente Melo; en 1988, El Ágora de la Ciudad, de Xalapa, Ver., dirigido por José Homero, perteneciente al DIF Veracruz, hizo un Homenaje Nacional a Juan Vicente Melo, con la presencia de escritores como Carlos Monsiváis, Tomás Segovia, Alberto Paredes, Luis Arturo Ramos y Guillermo Villar, entre varios más. En 1991 recibió un homenaje nacional durante la Feria Internacional del Libro en Guadalajara. Años más tarde, durante la realización del Segundo Congreso de Novela Mexicana (1994), se le entregó un reconocimiento más. El Ayuntamiento de Veracruz lo nombró Hijo Predilecto; falleció en su ciudad natal en 1996.
Cabe precisar que El festín de la araña nunca fue editado. El título figura en alguna de las contraportadas de sus libros, a partir de 1980, y es multicitado por algunos investigadores, coincidiendo todos en su supuesta trama, pero sin que nadie confirme su hallazgo. Luis Arturo Ramos explica que ese título fue posiblemente uno de los que manejó para su novela póstuma, pues esa es la idea que permea en el texto durante toda la trama. Otra versión apunta a que Melo tradujo el libreto del ballet de Albert Roussel, intitulado justamente Le Festin de l'araignée; y la desidia y falta de rigor crítico permitió que la atribución continuara. Escritores como Luis Arturo Ramos, José Homero y Luis Ignacio Helguera denunciaron varias veces la persistencia de ese error.
El Instituto Veracruzano de la Cultura publicó a fines de 2012 una antología de sus cuentos, titulada La realidad intolerable, dentro de la Colección Mínima; la selección de los relatos y el prólogo corresponden a Rafael Antúnez.
Por su parte, el Instituto Literario de Veracruz editó en 2013 una antología de sus ensayos literarios, inéditos como libro: La vida verdadera, dentro de la colección Cuadernos de la Libélula. Dicha selección fue realizada por Juan Javier Mora-Rivera, quien también escribe el prólogo. De acuerdo con Mora-Rivera, La vida verdadera rescata el trabajo de Melo como ensayista, no menos valioso que su quehacer como narrador y crítico musical: "la aspiración de Melo se centra en emplear el ensayo literario como un campo fértil para la construcción de una poética personal, útil también para explicar el universo narrativo de este escritor que, como bien señala José de la Colina, se ha convertido en «un clásico secreto de nuestra literatura».

## Obras
Cuento
- La noche alucinada (Ediciones de la Prensa Médica, 1956).
- Los muros enemigos (Editorial Universidad Veracruzana, Ficción, Xalapa: 1962).
- Fin de semana (Editorial ERA, Col. Alacena, México, 1964).
- El agua cae en otra fuente (Universidad Veracruzana/CILL, Col. Rescate, Xalapa: 1985, Prólogo de Jorge Ruffinelli).
- Material de Lectura: Juan Vicente Melo (UNAM/Coord. de Difusión Cultural/Dir. de Literatura, Col. El Cuento Contemporáneo 45, México: 1987, prólogo de Christopher Domínguez Michael).
- Cuentos completos (Instituto Veracruzano de Cultura, Frondas Nuevas, Xalapa: 1997) [Incluye Juan Vicente Melo  [Autobiografía], edición de Alfredo Pavón].
  - Los muros enemigos (CNCA, Lecturas Mexicanas 54, Tercera Serie, México: 1992).
    - Los muros enemigos (Universidad Veracruzana, Serie Conmemorativa Sergio Galindo, Xalapa: 2009).
- La realidad intolerable (IVEC/CONACULTA, Colección Mínima, Xalapa: 2012, Selección de cuentos y prólogo de Rafael Antúnez).

Novela
- La obediencia nocturna (ERA, Alacena, México: 1969).
  - La obediencia nocturna (ERA/CONAFE, Lecturas Mexicanas 96, Segunda Serie, México: 1987).
    - La obediencia nocturna (ERA, Alacena, México: 1994).
- L'Obéissance nocturne (Versión al francés de Viçent Gimeno, Ed. La Différence, París: 1992).
- La rueca de Onfalia (Universidad Veracruzana, Ficción Breve, Xalapa: 1996, póstuma).

Guion cinematográfico
- Luis Arturo Ramos, Mariposa reina. Guion cinematográfico inspirado en La rueca de Onfalia , (UV, Departamento de Cinematografía, México: 2003).

Ensayo médico
- Estudio del balance del sodio y el potasio en la cirrosis hepática.

Ensayo musical
- Notas sin música (Fondo de Cultura Económica, Col. Popular, México: 1990).

Ensayo literario
- Juan Vicente Melo [Autobiografía] (Empresas Editoriales, México: 1966).
- De música y músicos (Imprenta Madero, México: 1967).
- La vida verdadera. Antología de ensayos literarios (Instituto Literario de Veracruz, Colección Cuadernos de la Libélula, Xalapa: 2013, Investigación y selección de ensayos y prólogo de Juan Javier Mora-Rivera).

Bibliografía crítica
- Luis Arturo Ramos, Melomanías: la ritualizacíon del universo (Universidad Nacional Autónoma de México/ Coordinación de Difusión Cultural/Dirección de Literatura/Consejo Nacional para la Cultura y las Artes/Instituto Nacional de Bellas Artes, México: 1990)
- Ignacio Solares y otros, Juan Vicente Melo. In memoriam  (UNAM/Coodinación de Difusión Cultural/Dirección de Literatura, México: 2001).
- Mónica Sigg Pallares, El simulacro esencial en "La obediencia nocturna" de Juan Vicente Melo: Una interpretación desde el pensamiento de Maurice Blanchot (EAE, México: 2012).

- Datos: Q5952808